# Attitude (magazine)
Pour les articles homonymes, voir Attitude.
 (mai 2020).
Si vous disposez d'ouvrages ou d'articles de référence ou si vous connaissez des sites web de qualité traitant du thème abordé ici, merci de compléter l'article en donnant les références utiles à sa vérifiabilité et en les liant à la section « Notes et références ».
Attitude (souvent stylisé attitude) est un magazine britannique de style de vie gay appartenant à Stream Publishing Limited. Il est vendu dans le monde entier sous forme de magazine physique, et sous forme de téléchargement numérique pour l'iPad et l'iPhone via l'App Store, et pour les appareils Android via le Google Play Store. Le premier numéro d'attitude est paru en mai 1994. Une édition thaïlandaise distincte a été publiée de mars 2011 à avril 2018, une édition vietnamienne lancée en novembre 2013, et des éditions en Belgique et aux Pays-Bas lancées en février 2017.

## Historique de la propriété
attitude a commencé à être publié en 1994 au sein du groupe Northern and Shell, détenu par Richard Desmond, et après avoir connu une succession de propriétaires après sa vente en 2004 (à la suite du rachat d'Express Newspapers par Desmond), il a été racheté en septembre 2016 par l'éditeur sous contrat Stream Publishing. Le propriétaire de Stream Publishing, Darren Styles, avait auparavant lancé avec succès les prix d'attitude pour la marque (en octobre 2012) et a acquis les droits en langue anglaise de Winq, le magazine de style de vie de luxe pour les hommes homosexuels, de son propriétaire basé à Amsterdam (the Media Mansion) en août 2013.
Parmi les célébrités qui sont apparues sur la couverture figurent William de Cambridge,  Boy George,  Madonna,  David Beckham,  Michael Sam, Lady Gaga,   Tom Daley, Rupaul, Tom Hardy,  Gareth Thomas, Ian Somerhalder, John Grant,  Mark Wahlberg, Jonathan Groff, Andrew Scott, Tony Blair, Daniel Radcliffe, Heath Ledger, Sacha Baron Cohen en Brüno, David Cameron, Ed Miliband, Robbie Rogers, The Spice Girls, Take That, James Franco, Dominic Cooper, Jimmy Anderson, Nick Jonas,  Jussie Smollett avec Naomi Campbell, Mark Feehily, Kevin McDaid, Kylie Minogue,  Marilyn Manson, Elton John, McFly, Nicola Adams,  Robbie Williams, Rupert Everett, Justin Timberlake, Philip Olivier, Freddie Ljungberg, Marina and the Diamonds, George Michael, Rufus Wainwright, Will Young, Harry Judd of McFly, Christina Aguilera, Dermot O'Leary, John Barrowman, Gary Lucy, Beth Ditto, Cheyenne Jackson, Scissor Sisters,Wentworth Miller, Adam Lambert et Liam Payne. Nombreuses de ces couvertures ont été des exclusivités mondiales. En 2013, attitude a publié une couverture mettant en scène Alan Turing dans le cadre de son édition des Attitude Awards.
Tony Blair a donné la première interview qu'un Premier ministre en exercice ait jamais accordée à une publication gay en mai 2005. Il a donné sa deuxième interview à la presse gay pour marquer le 15e anniversaire d'attitude en mai 2009.
En février 2010, le chef du Parti conservateur David Cameron est apparu sur la couverture de attitude en donnant sa première interview à une publication gay.
Pour le numéro d'août 2009, la star de Harry Potter Daniel Radcliffe a donné sa première interview à une publication gay, dans laquelle il a annoncé son soutien au parti politique britannique les Libéraux Démocrates. Il a déclaré : « Je déteste l'homophobie. C'est juste dégoûtant, animal et stupide, et ce ne sont que des gens épais qui n'arrivent pas à s'y retrouver et qui ont juste peur. J'ai grandi entièrement autour des homosexuels. J'étais le seul enfant de ma classe à avoir eu une expérience de l'homosexualité ou de quelque chose de ce genre. »